# The One (Wien)
The One (Eigenschreibweise the one) ist ein Hochhaus und Teil des Gebäudekomplexes „The Marks“ im Bezirk Landstraße in Wien. Mit seinen 38 Stockwerken und einer Höhe von 128 Metern zählt es zu den höchsten Gebäuden der Stadt.
Entworfen wurde der Wohnturm vom Architektenbüro StudioVlayStreeruwitz und ab 2019 gemeinsam von der Wohnbauvereinigung für Privatangestellte (WBV-GPA) und Neues Leben errichtet. Die Eröffnung erfolgte 2023. Die Baukosten wurden mit rund 110 Millionen Euro angegeben.
Von den 402 Wohnungen des Hochhauses werden 178 zur Vermietung angeboten. Die restlichen 224 Wohnungen sind freifinanziert und befinden sich allesamt in den oberen Stockwerken.
The One teilt sich die Sockelzone mit den benachbarten Hochhäusern Helio Tower und Q-Tower.

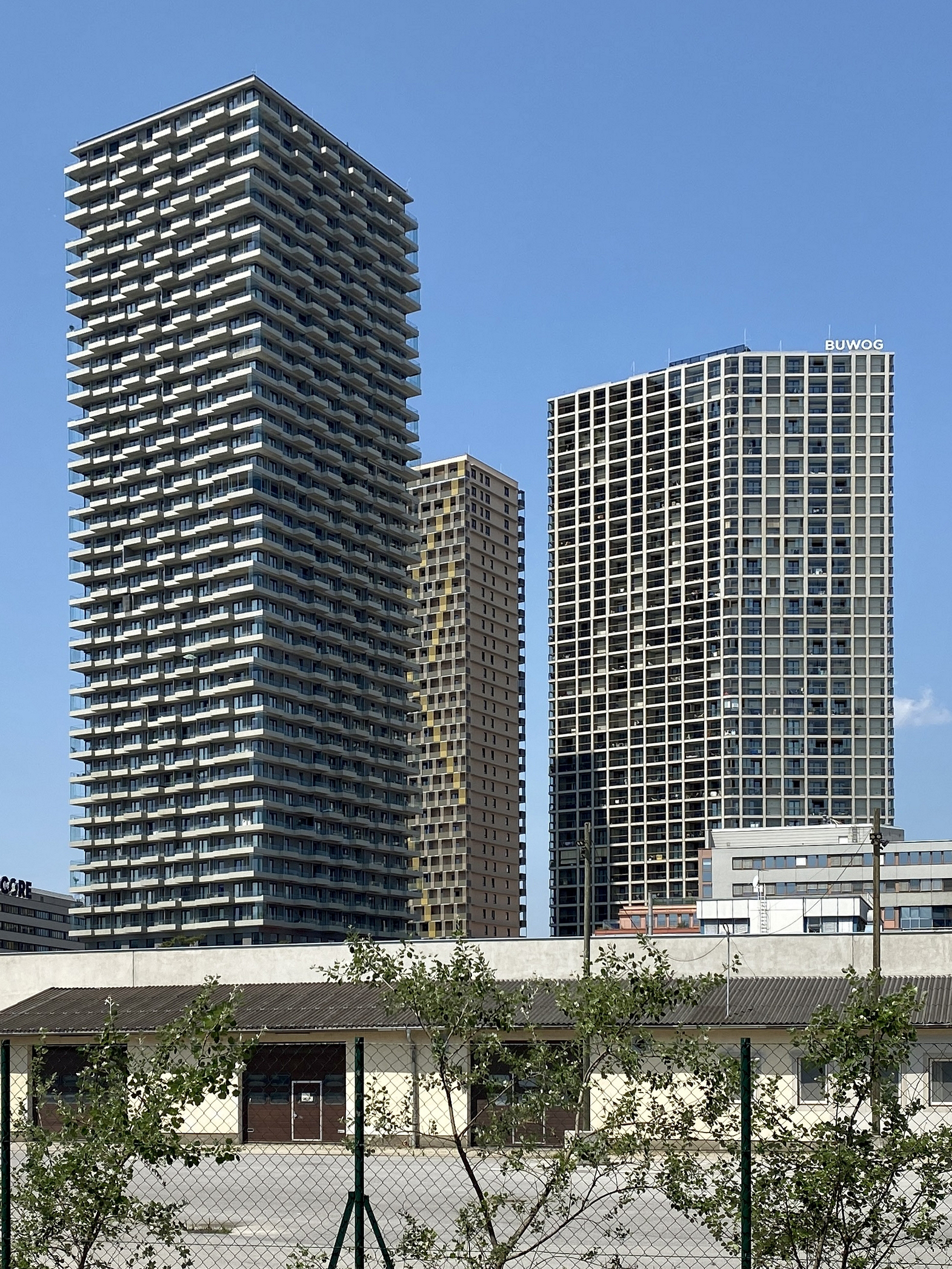
The One (links) als Teil des Gebäudekomplexes „The Marks“ mit Q-Tower (hinten) und Helio Tower (rechts)